# Torre dels Carlins
Torre dels Carlins o Torre Carlina és una torre fora de l'antic nucli emmurallat de Castelló d'Empúries (Alt Empordà), al sud-oest de la vila i molt a prop de la Muga. Actualment està delimitada pel Passeig de les Oques i el Carrer dels Calciners.a la vila declarada bé cultural d'interès nacional. La torre va ser construïda al costat del riu, a la segona meitat del segle xix, pel "Regimiento de Toledo", destinat a renovar les fortificacions de defensa de la vila contra els carlins. El novembre de 1874 va tenir lloc el Foc de Castelló, cruenta batalla favorable a les forces carlines del general Savalls.
Torre de planta circular i base atalussada, bastida amb pedra irregular amb les juntures amb el morter vist, utilitzada com a fort fuseller. Consta de planta baixa, primer i segon pis. A la part inferior hi ha una porta d'accés a l'edifici d'arc de mig punt i està emmarcada amb pedra. L'acompanyen dues finestres més d'arc de mig punt. Al primer pis, totes les obertures eren espitlleres, en origen, amb un arc escarser fent les funcions d'un guardapols. Actualment, algunes d'aquestes espitlleres s'han convertit en finestres. Com a coronament de la torre hi ha una ampla cornisa, separada del pis inferior per unes motllures, a manera de coronament emmerletat. Entre els merlets s'ubiquen més espitlleres.